# Radulphius monticola
Radulphius monticola is een spinnensoort uit de familie van de Cheiracanthiidae.
De wetenschappelijke naam van de soort werd in 1951 gepubliceerd door Carl Friedrich Roewer.